# Arthur Byron Coble
Arthur Byron Coble (* 3. November 1878 in Williamstown (Pennsylvania); † 8. Dezember 1966 in Harrisburg (Pennsylvania)) war ein US-amerikanischer Mathematiker, der sich mit Algebraischer Geometrie befasste.

## Leben
Coble studierte am Gettysburg College mit dem Bachelor-Abschluss 1897 und an der Johns Hopkins University, an der er 1902 bei Frank Morley promoviert wurde (The Relation of the Quartic Curve to Conics). Danach war er kurz Instructor an der University of Missouri, bevor er als Assistent von Morley an die Johns Hopkins University zurückkehrte. 1903/4 studierte er in Deutschland bei Eduard Study (der 1893 an der Johns Hopkins lehrte) in Greifswald und Bonn. Danach wurde er Instructor an der Johns Hopkins und 1909 Associate Professor. 1918 wurde er Professor an der University of Illinois at Urbana-Champaign, wo er bis zu seiner Emeritierung 1947 blieb.
1927/28 war er Gastprofessor an der Johns Hopkins und 1919 an der University of Chicago.
1924 wurde Coble in die National Academy of Sciences gewählt. 1933 bis 1934 war er Präsident der American Mathematical Society. Seit 1939 war er gewähltes Mitglied der American Philosophical Society. Er war 1920 bis 1925 Herausgeber von deren Transactions und 1918 bis 1933 des American Journal of Mathematics.
Er war seit 1905 verheiratet und hatte vier Kinder.

## Schriften
- Algebraic geometry and theta functions, American Mathematical Society Colloquium Publications, 1929